# Analogue Nt
Analogue Nt fue una  consola doméstica bootleg diseñada y fabricada por la fabricante de Consolas de videojuegos de estilo retro Analogue,   diseñada para ejecutar juegos para Nintendo Entertainment System.

## Historia
En marzo de 2014 se anunció el lanzamiento de la consola. Analogue comenzó a aceptar pedidos anticipados para el sistema el 5 de mayo de 2014. 
Se produjo una cantidad de  10 sistemas  de  edición especialchapadas en oro de 24 quilates que estaba disponible hasta abril de 2016, y estaban disponibles para la venta a un precio de $4999. 
En 2016, Analogue anunció la sucesora, el Nt Mini, un modelo más pequeño que incluye salida RGB y HDMi un FPGA como procesador.
el 23 de julio de 2017, el Analogue Nt fue descontinuado, y las ventas se quedaron hasta agotarse.

## Hardware
En lugar de la mayoría de las Consolas de videojuegos de estilo retro que usan emulación de software o un FPGA, el Analogue Nt utiliza componentes procedentes de sistemas Famicom HVC-001 dañados. incorpora una CPU Ricoh 2A03 y una PPU NTSC  Ricoh 2c02, en una placa de circuito personalizada.    Un chip original que se omite chip de bloqueo 10nes utilizado evitar la reproducción de bootlegs en la NES.  El sistema fue diseñado para ser compatible con los títulos de NES, Famicom y compatible con el addon  Disk System . 
El primer modelo se lanzó con salidas de video RGB (RGB, Componente, S-Video, Compuesto, VGA y SCART ),  con un "addon" se podía proveer de una salida HDMI 1080p y otras funciones digitales.
La carcasa del Analogue Nt es una carcasa unibody de aluminio sólido fabricada con aluminio 6061 en China y ensamblada en los Estados Unidos de América .   La carcasa puede ser anodizada para tener colores de rojo, azul o negro por un cargo adicional.  Las dimensiones del sistema son  43mm x 246 x 145 mm. 

## Recepción
La Analogue Nt recibió críticas positivas, con críticos que elogiaron su buena imagen en televisores HD, a la vez destacaron el precio inusualmente alto. La reseña de Will Greenwald en PCMag le otorgó un 4/5, elogiando la salida de video como "simplemente la mejor entrada directa de un cartucho de NES que he visto", y señaló que el precio de la consola con la salida HDMI era "difícil de aceptar".  Vice elogió los materiales de construcción y la calidad de la salida video de la Analogue Nt, diciendo: "La Analogue Nt es una máquina magnífica... La Analogue Nt hace que los juegos de NES se vean fenomenales", aunque también señaló que los juegos de NES pueden tener un atractivo limitado para los jugadores que buscan nostalgia antes que calidad.  CNET.com declaró: "En una época donde los juegos retro simplemente no se ven bien en los televisores HD modernos, la Analogue Nt es una pieza de hardware mágica", y señaló que "A $500, la Analogue Nt obviamente no es para todos".  El alto precio del sistema fue notado por muchos, como Kyle Orland de Ars Technica, quien señaló que "es difícil recomendarlo a alguien que no sea el adicto a los juegos retro de 8 bits". 